# Balkhaix
|  | No s'ha de confondre amb Llac Baikal. |

El Balkhaix (kazakh: Балқаш көлі, Balqaş köli; rus: Озеро Балхаш, Ózero Balkhaix) és un dels llacs més grans d'Àsia i el 15è més gran del món. Es troba a l'Àsia central, al sud-est del Kazakhstan i pertany a una conca endorreica (tancada) compartida per Kazakhstan i la Xina, amb una petita porció al Kirguizstan. La conca desguassa al llac a través de set rius, el principal dels quals és el riu Ili, aportant la majoria de l'entrada riberenca; d'altres, com el Karatal, proporcionen un cabal superficial i subsuperficial. El Ili s'alimenta de precipitacions, gran part del desglaç de primavera, de les muntanyes de la regió xinesa de Xinjiang.
Actualment el llac cobreix una superfície d'uns 16.400 km². No obstant això, com el mar d'Aral, s'està reduint a causa del desviament de l'aigua dels rius que l'alimenten. El llac està dividit per un estret en dues parts diferenciades. La part occidental és d'aigua dolça, mentre que la meitat oriental és salada. La part oriental és de mitjana 1,7 vegades més profunda que la secció occidental. La ciutat més gran a prop del llac també s'anomena Balkhaix i té uns 66.000 habitants. Les principals activitats econòmiques de la zona són la mineria, la transformació de minerals i la pesca.
Si bé la mida del llac creix temporalment, hi ha una preocupació per la poca profunditat del llac a causa de la desertització i l'activitat industrial.

## Història i denominació
El nom actual del llac prové de la paraula "balkas" del tàtar, kazakh i de l'altai que significa "mates en un pantà".
Des del 103 aC fins al segle viii, l'organització política de Balkhaix era coneguda pels xinesos com a 布谷/布 库/布苏 "Pu-Ku/Bu-Ku". Des del segle viii, la terra al sud del llac, entre aquest i les muntanyes de Tian Shan, era coneguda en turc com a Jetisu "Set Rius" ( Semirechye) en rus). Era una terra on els turquesos i mongols nòmades de l'estepa barrejaven les cultures amb els pobles assentats de l'Àsia central.
Durant la dinastia Qing de la Xina (1644–1911), el llac va formar el límit més al nord-oest de l'Imperi. El 1864, el llac i la seva zona veïna van ser cedits a l'Imperi Rus en virtut del Protocol de Chuguchak. Amb la dissolució de la Unió Soviètica el 1991, el llac va passar a formar part del Kazakhstan.

## Origen del llac

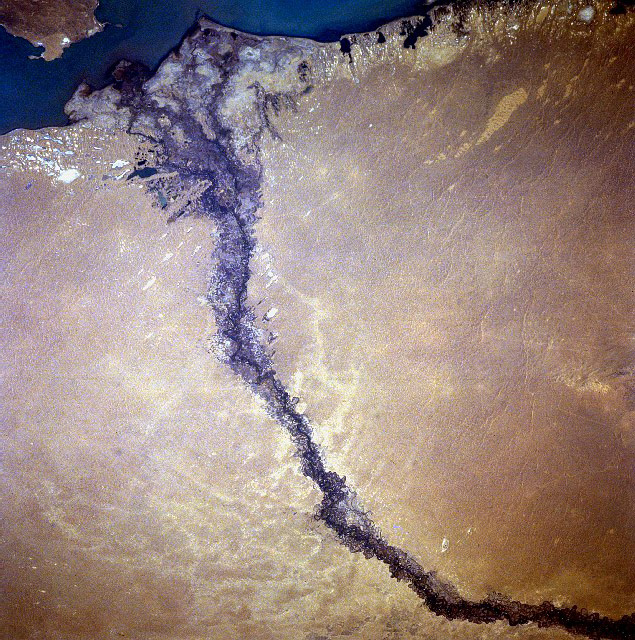
Imatge per satèl·lit del delta del riu Karatal

Balkhaix es troba a la part més profunda de la vasta depressió Balkhaix-Alakol, que es va formar per una depressió inclinada entre les muntanyes de l'orogènia alpina i l'antic bloc del Kazakhstan durant el Neogen i el Quaternari. Una ràpida erosió del Tian Shan ha significat que la depressió s'omplís posteriorment amb sediments de rius de sorra en el que geològicament és un període molt curt. La conca és una part de les Muntanyes de Jungària, que també conté els llacs Sassikhkol, Alakol i Aibi. Aquests llacs són restes d'un mar antic que abans va cobrir tota la depressió de Balkhaix-Alakol, però no estava relacionada amb la Depressió aralocaspiana.

## Relleu
El llac té una superfície d'uns 16.400 km² (2000), convertint-lo en el llac més gran que es troba completament dins del territori del Kazakhstan. Està situat a uns 340 m sobre el nivell del mar i té una forma de falç. La seva longitud és d'uns 600 km i l'amplada varia de 9-19 km a la part oriental a 74 km a la part occidental. La península de Saryesik, situada a prop del centre del llac, hidrogràficament la divideix en dues parts molt diferents. La part occidental, que inclou el 58% de la superfície total del llac i el 46% del seu volum, és relativament poc profund, tranquil i està ple d'aigua dolça, mentre que la part oriental és molt més profunda i salada. Aquestes parts estan comunicades per l'estret Uzynaral (kazakh: Ұзынарал - "illa llarga") que té 3,5 km d'ample i uns 6 m de fondària.
|  | Els números marquen les penínsules més grans, illes i badies: 1. Península de Saryesik, que separa el llac en dues parts i l'estret d'Uzynaral 2. Península de Baygabyl 3. Península de Balai 4. Península de Shaukar 5. Península de Kentubek 6. Illes de Basaral i Ortaaral 7. Illa de Tasaral 8. Badia de Shempek 9. Badia de Saryshagan |

El llac inclou diverses petites conques. A la part occidental, hi ha dues depressions de 7 a 11 metres de profunditat. Un d'ells s'estén des de la costa occidental (prop de l'illa Tasaral) fins al cap de Korzhyntubek, mentre que el segon es troba al sud del golf de Bertys, que és la part més profunda del Balkhaix occidental. La profunditat mitjana de la conca oriental és de 16 m i la profunditat màxima de la part oriental (i del llac) de 26 m. La profunditat mitjana del llac és de 5,8 m, i el volum total d'aigua és d'uns 112 km³. Les ribes occidentals i nord del llac són altes (20-30 m) i rocoses; es componen de roques tan paleozoiques com el pòrfir, el tuf, el granit, l'esquist i la pedra calcària i conserven rastres d'antigues terrasses.
Les ribes meridionals properes al golf de Karashagan i al riu Ili són baixes (1-2 m) i sorrenques. Sovint s'inunden i, per tant, contenen nombroses piscines d'aigua. Hi ha turons puntuals amb una alçada de 5-10 m. La costa és molt sinuosa i seccionada per nombroses badies i cales. Les grans badies de la part occidental són: Sarixagan, Kashkanteniz, Karakamis, Shempek (la part sud del llac), i Balakashkan Ahmetsu, i les de la part oriental són: Guzkol, Baliktikol, Kukuna, Karaxigan. La part oriental també inclou les penínsules Baigabil, Balai, Xaukar, Kentubek i Korzhintobe.
El llac conté 43 illes amb una superfície total de 66 km²; no obstant això, s'estan creant noves illes a causa de la disminució del nivell de l'aigua i la superfície de les existents està en augment. Les illes de la part occidental inclouen Tasaral i Basaral (la més gran), així com Ortaaral, Ayakaral i Olzhabekaral. Les illes orientals inclouen Ozynaral, Ultarakty, Korzhin i Algazi.

## Aportació del llac i nivell de l'aigua
La conca de Balkhaix-Alakol té una superfície de 512.000 km², i el seu escorriment mitjà de les aigües superficials és 27,76 km³/any, dels quals 11,5 km³ provenen del territori xinès. La superfície de la conca de drenatge del llac és d'uns 413.000 km²; amb un 15% que pertany al nord-oest de la regió de Xinjiang a la Xina i una petita part al Kirguizstan. El llac Balkhaix pren el 86% de l'entrada d'aigua de la conca del Balkhaix-Alakol. El riu Ili representa el 73–80% del flux amb el volum total de 12,3 km³/any o 23 km³/any. El riu té l'origen a les muntanyes de Tian Shan i s'alimenta principalment de glaceres. D'aquesta manera es produeixen fluctuacions diàries i estacionals del seu nivell d'aigua, amb un fort augment durant la temporada de fusió de les glaceres de juny a juliol. El riu forma un delta estès que cobreix l'àrea de 8.000 km² i serveix d'acumulador, subministrant aigua durant els anys de sequera.
La part oriental del llac s'alimenta dels rius Karatal, Aksu i Lepsi, així com per aigües subterrànies. El riu Karatal té el seu origen en els vessants de les Muntanyes de Jungària i és la segona font d'aigua més gran del llac. El riu Ajaguz, que va alimentar la part oriental del llac fins al 1950, gairebé no arriba avui dia. La diferència anual del cabal a les parts occidentals i orientals del llac és d'1,15 km³.
| El flux total al llac va ser de 22,51 km³, inclosos: - Aigües superficials – 18,51 km³, - Aigua subterrània – 0,9 km³, - Sediments i gel – 3,1 km³. Les pèrdues totals van ascendir a 24,58 km³, inclosos: - Evaporació – 16,13 km³, - Delta de l'Ili – 4,22 km³, - Formació de gel – 0,749 km³, - Habitatge i serveis comunals – 0,24 km³, - Indústria – 0,22 km³, - Agricultura – 3,24 km³, - Pesca – 0,027 km³. |

L'àrea i el volum del llac varien a causa de les fluctuacions a llarg termini i a curt termini del nivell de l'aigua. Les fluctuacions a llarg termini van tenir una amplitud de 12-14 m, mínima entre els segles V i X i màxima entre els segles xiii i xviii. A principis del segle XX i entre 1958 i 1969, la superfície del llac va augmentar fins a ~18.000 km², i durant les sequeres, per exemple a finals dels anys 1900, 1930 i 1940, el llac es va reduir a ~16.000 km² amb fluctuacions del nivell de l'aigua d'uns 3 m. In 1946, the area was 15,730 km² and the lake volume was 82.7 km³. A partir de finals de la primera dècada del segle xx, el llac s'estava reduint a causa del desviament dels rius que el subministren. Per exemple, la central hidroelèctrica de Kapxagai es va construir al riu Ili el 1970. L'ompliment de l'embassament de Kapxagai associat va desequilibrar el llac Balkhaix, provocant un deteriorament de la qualitat de l'aigua, especialment a la part oriental del llac. Entre 1970 i 1987, el nivell de l'aigua va caure 2,2 m, el volum reduït en 30 km 3 i la salinitat de la part occidental va anar en augment. Es van proposar projectes per alentir els canvis, per exemple, dividint el llac en dos amb una presa, però van ser cancel·lats a causa de la caiguda econòmica a la Unió Soviètica.
El nivell mínim d'aigua del llac (340,65 metres sobre el nivell del mar) es va registrar el 1987, quan es va completar l'ompliment de l'embassament de Kapxagai. El nivell va augmentar fins als 342,5 m al gener del 2005 que es va atribuir a un gran volum de precipitacions a finals dels anys 90 del segle xx.

### Composició de l'aigua
Balkhaix és un llac semisalí i la composició química de la seva aigua depèn fortament de les característiques hidrogràfiques del pantà. L'aigua a la part occidental és gairebé dolça, amb un contingut de sòlids dissolts totals aproximadament 0,74 g/L i tèrbola (visibilitat 1 m); s'utilitza per a la beguda i la indústria. L'aigua a la part oriental és més transparent (visibilitat 5,5 m) i salina, amb la concentració mitjana de sal de 3,5–6 g/L. La salinitat mitjana del llac és de 2,94 g/L. La precipitació mitjana a llarg termini (1931–1970) de sals al llac Balkhaix és de 7,53 milions de tones i les reserves de sals dissoltes al llac són d'uns 312 milions de tones. L'aigua de la part occidental té una tonalitat de color groc grisenc, i a la part oriental el color varia del blau al blau maragda.

## Clima

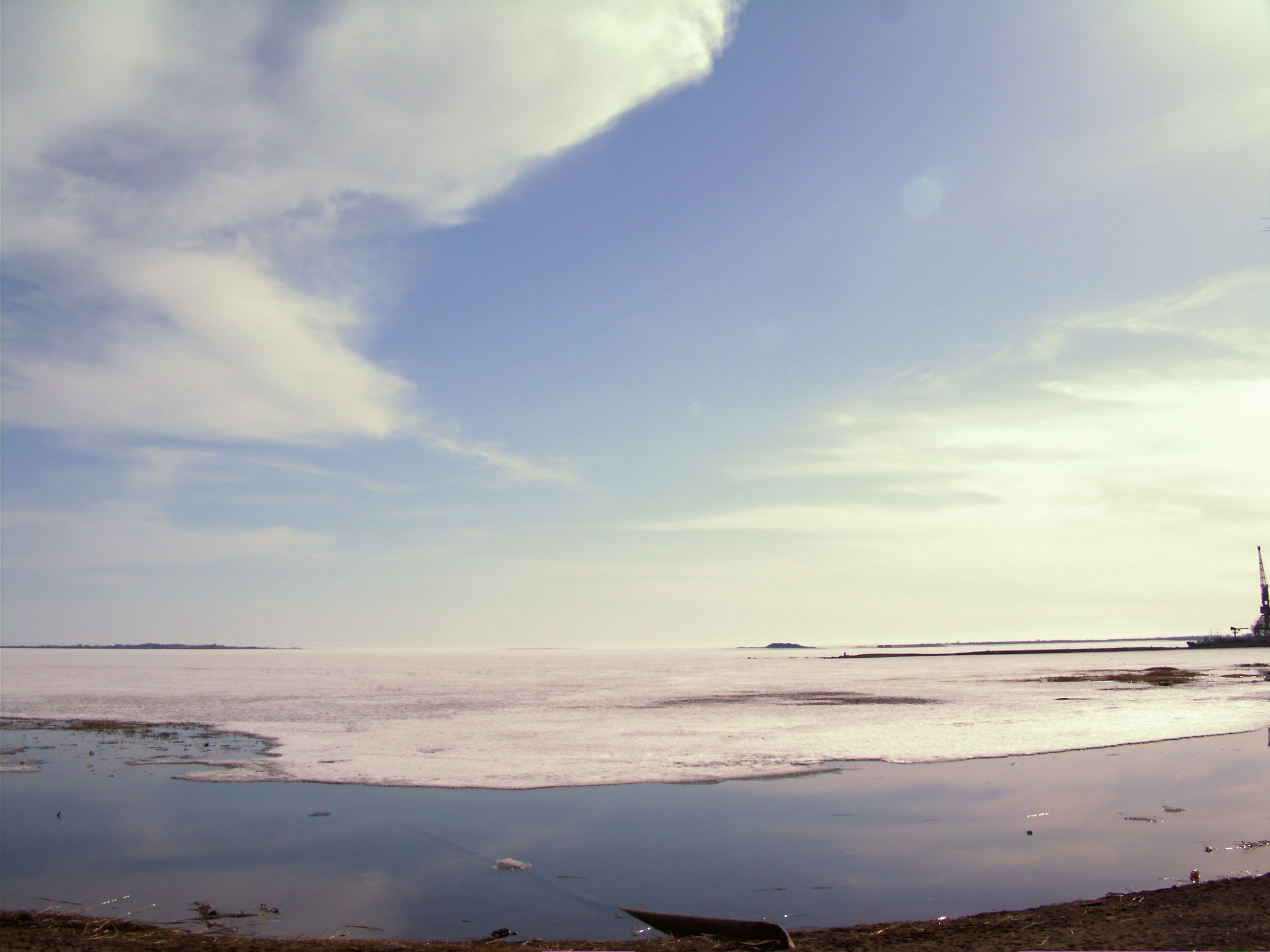
El llac Balkhaix a la primavera del 2008

El clima de la zona del llac és de tipus continental. La temperatura mitjana mitja és d'uns 24 °C amb màximes de 30 °C al juliol i la temperatura mitjana mitja de -14 °C al gener. La precipitació mitjana és de 131mm anuals i la humitat relativa és del 60%. El vent, el clima sec i les altes temperatures estivals donen lloc a una elevada taxa d'evaporació: 950mm de fred i fins a 1200mm en anys secs. El vent té una velocitat mitjana de 4-4,8 m/s i bufa principalment cap al sud a la part occidental i cap al sud-oest a la part oriental. El vent indueix onades de fins a 2-3,5 m d'alçada i corrents constants en el sentit de les agulles del rellotge a la part occidental.
Hi ha 110–130 dies assolellats a l'any i la mitjana d'irradiància de 15,9MJ/m² per dia. La temperatura de l'aigua a la superfície del llac varia dels 0 °C al desembre als 28 °C al juliol. La temperatura mitjana anual és de 10 °C a les parts occidentals i de 9 °C a les parts orientals del llac. El llac es congela cada any entre novembre i principis d'abril, i la fosa es retarda uns 10-15 dies a la part oriental.
| Profunditat                                               | gen. | febr. | març | abr. | maig | juny | jul. | ag.  | set. | oct. | nov. | des. |
| --------------------------------------------------------- | ---- | ----- | ---- | ---- | ---- | ---- | ---- | ---- | ---- | ---- | ---- | ---- |
| Part oriental del llac                                    |      |       |      |      |      |      |      |      |      |      |      |      |
| 0                                                         | –    | −0.2  | 0.2  | –    | 13.9 | 19.0 | 23.4 | 23.2 | 17.2 | 11.4 | –    | –    |
| 10                                                        | –    | 1     | –    | –    | 10.8 | 16.7 | 21.7 | 22.8 | –    | –    | –    | –    |
| 20 (a prop del fons)                                      | –    | 1.7   | 1.9  | –    | 8.9  | 13.7 | 14.6 | 19.7 | 17.1 | 11.5 | –    | –    |
| Part occidental del llac, a prop de la ciutat de Balkhaix |      |       |      |      |      |      |      |      |      |      |      |      |
| 0                                                         | –    | 0.0   | 0.8  | 6.7  | 13.3 | 20.5 | 24.7 | 22.7 | 16.6 | 7.8  | 2.0  | –    |
| 3 (a prop del fons)                                       | –    | 0.3   | 2.2  | 6.5  | 13.1 | 19.6 | 24.1 | 22.6 | 16.5 | 7.4  | 2.0  | –    |

## Flora i fauna
Les ribes del llac contenen singulars arbres de salze i boscos de ribera, principalment compostes per diverses espècies de Populus.
Les plantes que inclouen són el Senill (Phragmites australis), la boga (Typha angustata) i diverses espècies de canyes - Schoenoplectus littoralis, S. lacustris i l'endemisme S. kasachstanicus. Sota l'aigua creixen dos tipus de Myriophyllum - el llapó anguilenc (M. spicatum) i el volantí verticil·lat (M. verticillatum); diversos tipus de Potamogeton - Plantatge lluent ( P. lucens ), plantatge perfoliat (P. perfoliatus), el llapó fullat (P. Crispus), el llapó negre ( P. Pectinatus) i P. macrocarpus; així com la lentibulària (Utricularia vulgaris), el llapó punxenc (Ceratophyllum demersum) i dues espècies de Najas. La concentració de fitoplàncton de 1.127 g/L del 1985, està representat per nombroses espècies d'algues.

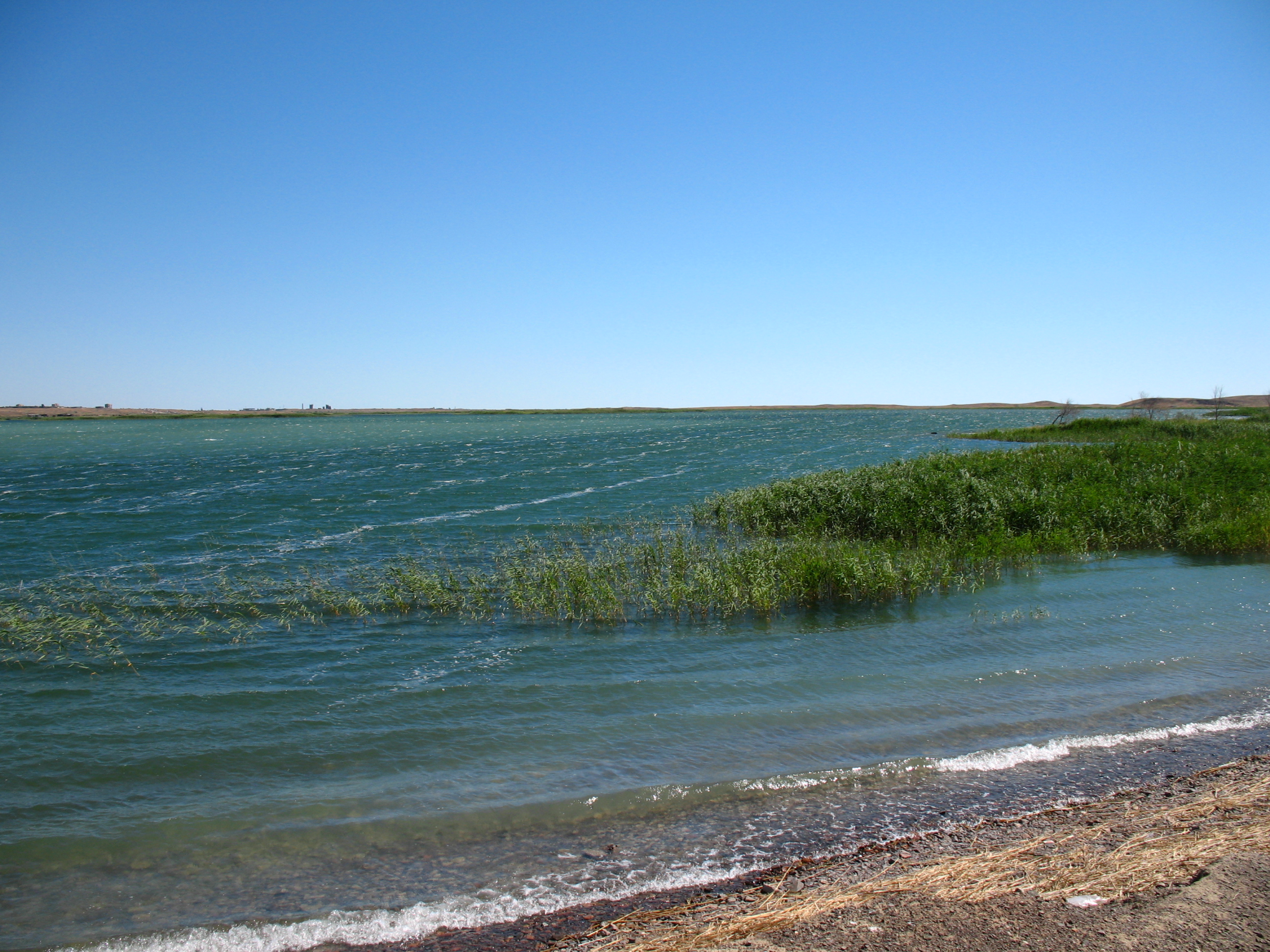
Canya costanera

El llac tenia una fauna rica, però des de 1970, la biodiversitat va començar a disminuir a causa del deteriorament de la qualitat de l'aigua. Abans, hi havia abundants mariscs, crustacis, quironòmids i oligoquets, així com zooplàncton (concentració 1,87 g/L el 1985), sobretot a la part occidental. El llac va acollir unes 20 espècies de peixos, 6 de les quals eren autòctones: Schizothorax pseudoaksaiensis, Schizothorax argentatus, Perca schrenkii, Triplophysa strauchii, Triplophysa labiata i Rhynchocypris poljakowi. Altres espècies de peixos eren no autòctones: la carpa (Cyprinus carpio), el barb, la brema (Abramis brama orientalis), Luciobarbus brachycephalus, Leuciscus baicalensis, la tenca (Tinca tinca), la perca de riu (Perca fluviatilis), siluriformes, Diptychus, Carassius gibelio i altres. La pesca es va centrar en la carpa, la perca, Aspius aspius i l'orada.
Uns canyissars abundants i densos a la part sud del llac, especialment al delta del riu Ili, servien de refugi per a ocells i animals. Els canvis en el nivell de l'aigua van provocar la degradació del delta: des de 1970, la seva àrea va disminuir de 3.046 a 1.876 km², reduint els aiguamolls i els boscos de ribera que estaven habitats per aus i animals. Desenvolupament de la terra, l'aplicació de pesticides, el pasturatge excessiu i la desforestació també va contribuir a la disminució de la biodiversitat. De les 342 espècies de vertebrats, 22 estan en perill d'extinció i figuren a la Llibre vermell del Kazakhstan. Els boscos del delta del Ili eren habitats pel rar (ara probablement extingit) tigre de la mar Càspia i la seva presa, el senglar. Cap als anys quaranta del segle xx, la rata mesquera canadenc va ser portat al delta del Ili; es va aclimatar ràpidament, alimentant-se de Typha, i va quedar atrapat per pells, fins a un milió d'animals a l'any. Tot i això, els canvis recents en el nivell de l'aigua van destruir el seu hàbitat i van frenar la indústria de la pell.
El Balkhaix és també l'hàbitat de 120 tipus d'ocells, inclosos els corbs marins, el xarxet marbrenc, faisans, l'àguila daurada i l'agró blanc; d'aquests 12 estan en perill d'extinció, entre els quals hi ha el pelicà vulgar, el pelicà cresp, el becplaner comú, el cigne cantaire i el pigarg cuablanc.

## Ciutats i economia

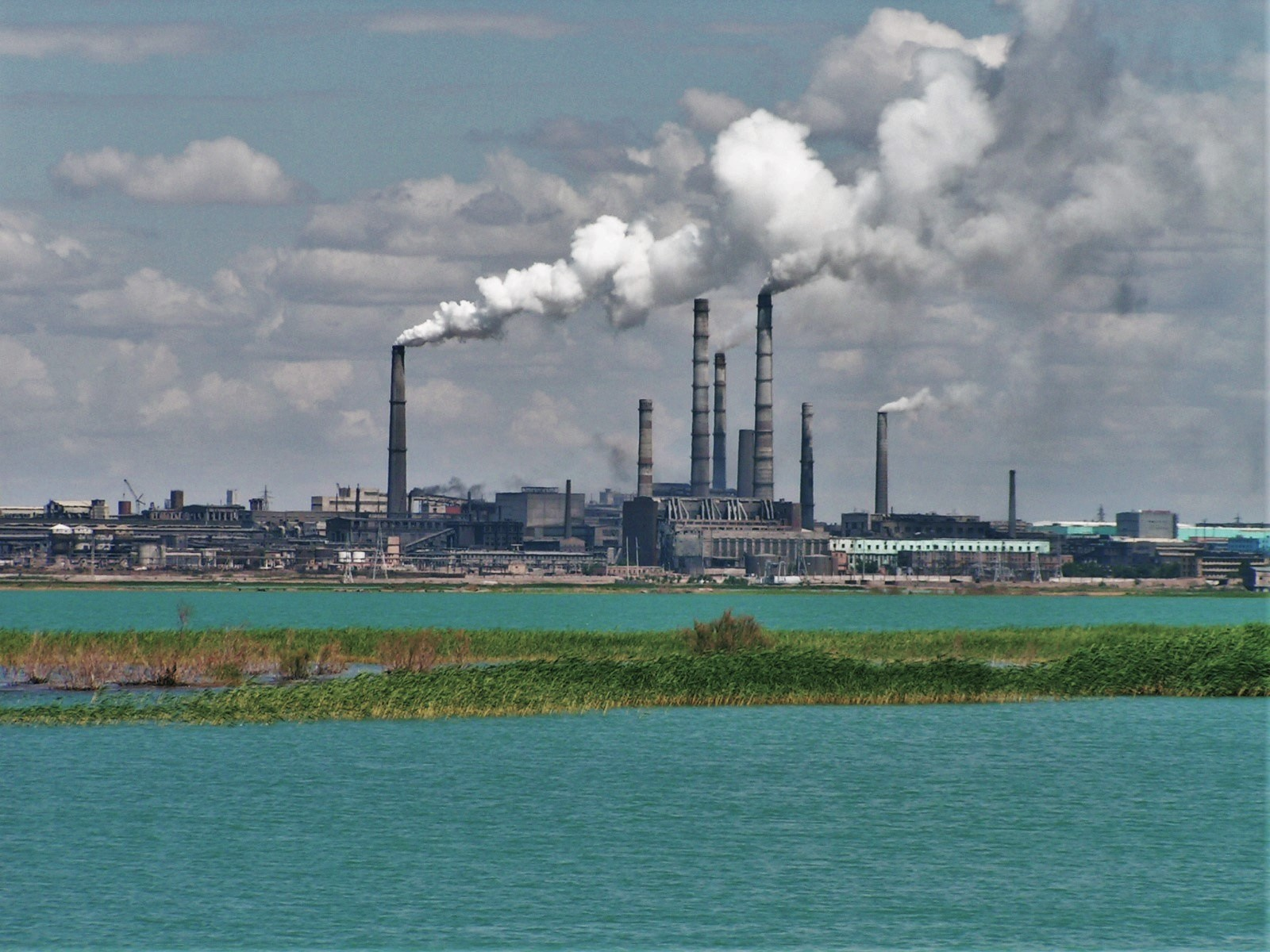
Una vista des del llac de la planta minera i metal·lúrgica de Balkhaix.

El 2005, 3,3 milions de persones vivien a la conca del llac Balkhaix, inclosos els residents d'Almati - la ciutat més gran del Kazakhstan. La ciutat més gran del llac és Balkhaix amb 66.724 habitants (2010). Es troba a la riba nord i compta amb una important planta minera i metal·lúrgica. Es va descobrir un gran dipòsit de coure a la zona el 1928-1930 i es desenvolupa als pobles al nord del llac. Part de l'autopista entre Bishkek i Karaganda discorre per la riba occidental del llac. La ribera occidental també acull instal·lacions militars construïdes durant l'època soviètica, com ara sistemes d'alerta de míssils per radar. La riba sud està gairebé despoblada i compta amb pocs pobles. La natura i la vida salvatge del llac atreuen als turistes, i hi ha diversos centres turístics al llac.

### Pesca
La importància econòmica del llac és principalment en la seva indústria pesquera. La cria sistemàtica de peixos es va iniciar el 1930; la captura anual va ser de 20 mil tones el 1952, va augmentar a 30 mil a la dècada de 1960 i va incloure fins a un 70% d'espècies valuoses. No obstant això, a la dècada de 1990 la producció va caure a 6.600 tones anuals amb només 49 tones de races valuoses. La disminució s'atribueix a diversos factors, entre els quals s'aturen els programes de reproducció, caça furtiva i la disminució del nivell i la qualitat de l'aigua.

### Projectes energètics

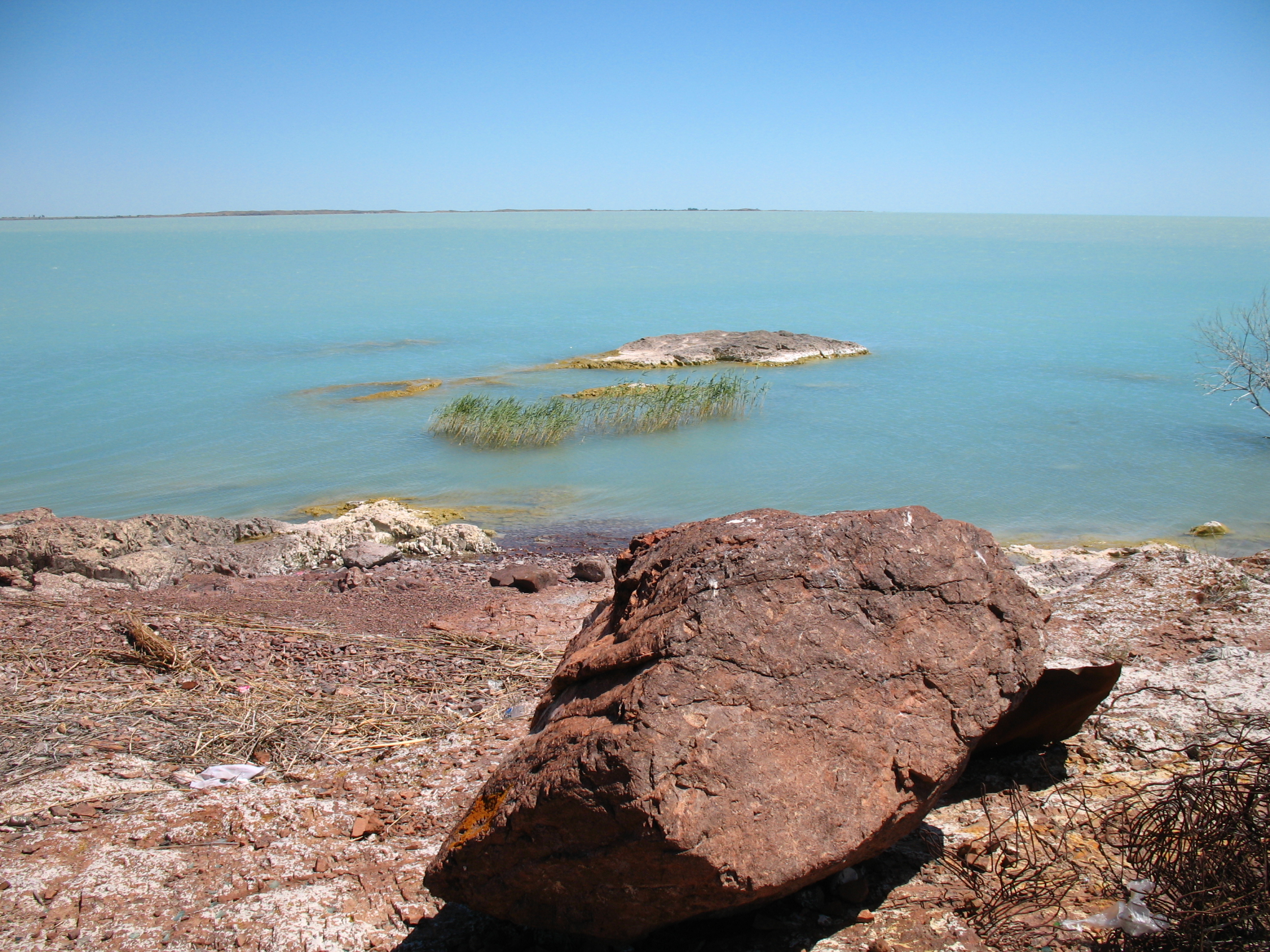
El llac Balkhaix, als voltants de la ciutat de Priosersk

El 1970, es va construir la central hidroelèctrica de Khapxagai de 364 megawatts al riu Ili, extraient aigua del nou embassament de Khapxagai per al reg.
L'aigua de l'Ili també s'utilitza àmpliament aigües amunt, a la província de Xinjiang a la Xina, per al cultiu de cotó. Actualment, hi ha un projecte per a una presa contrareguladora addicional a 23 km aigües avall del Khapxagai. La central hidroelèctrica de Kerbulak de 49,5 MW associada resoldrà parcialment el problema de subministrar electricitat a les zones del sud del Kazakhstan i servirà com a amortidor per a les fluctuacions diàries i setmanals del nivell de l'aigua del riu Ili.
El subministrament d'energia al sud-est del Kazakhstan és un problema vell, amb nombroses solucions proposades en el passat. Les propostes de construcció de centrals elèctriques a Balkhaix a finals dels anys 70 i 1980 es van estancar i la iniciativa de construir una central nuclear a prop del poble d'Ulken va trobar una forta oposició per part dels ecologistes i residents. Per tant, el 2008, el govern del Kazakhstan va replantejar i va anunciar la construcció d'una central tèrmica de Balkhaix.

### Navegació

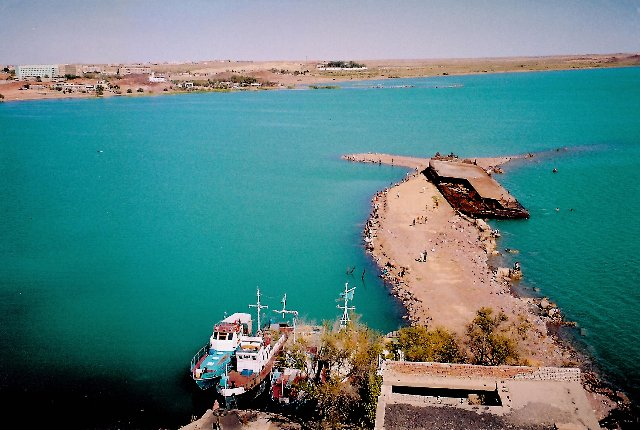
Un moll a prop de la ciutat de Balkhaix

Hi ha una navegació regular pel llac, la desembocadura del riu Ili i l'embassament de Khapxagai. Els principals molls són Burubaital i Burlitobe. Els vaixells són relativament lleugers a causa de la profunditat limitant en algunes parts del llac; s'utilitzen principalment per capturar peixos i transportar peixos i materials de construcció. La longitud total de la via d'aigua és de 978 km, i el període de navegació és de 210 dies/any.
La navegació pel llac Balkhaix es va originar el 1931 amb l'arribada de dos vaixells de vapor i tres barcasses. Al 1996, fins a 120 mil tones de materials de construcció, 3.500 tones de mineral, 45 tones de peix, 20 tones de melons i 3.500 passatgers van ser transportats a Balkhaix. No obstant això, aquests valors van disminuir el 2004 fins a 1000 passatgers i 43 tones de peix. El 2004, la flota de Balkhaix estava formada per 87 vaixells, inclosos 7 vaixells de passatgers, 14 barcasses de càrrega i 15 remolcadors. El govern projecta que el 2012, el volum transportat a la conca de l'Ili-Balkhaix arribarà a 233 mil tones de materials de construcció, almenys a 550 mil tones de productes de bestiar i agricultura i almenys 53 tones de peix. Es preveu que el desenvolupament de l'ecoturisme augmenti el trànsit de passatgers fins a 6.000 persones a l'any.

## Qüestions ambientals i polítiques

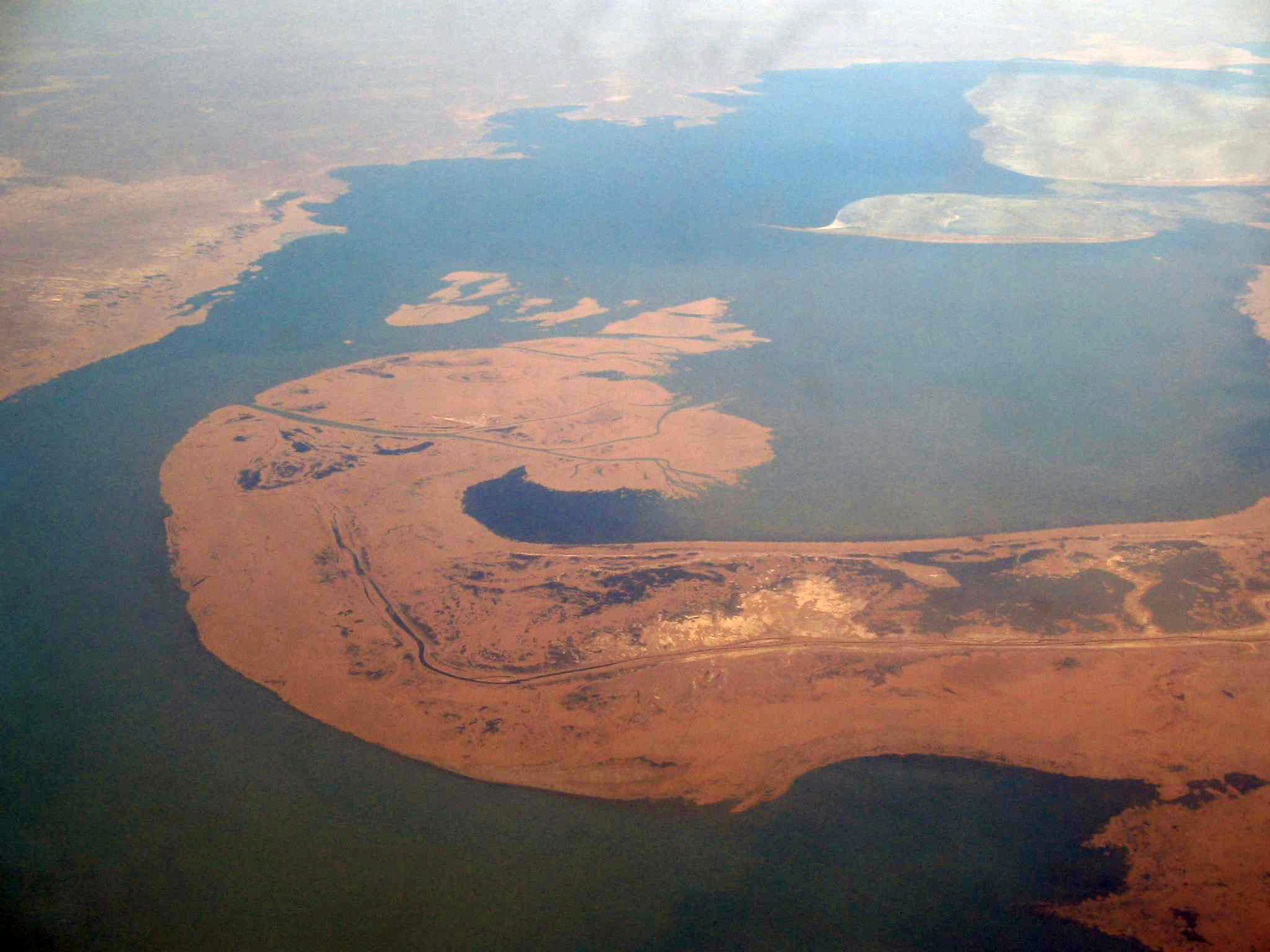
La península central del llac vista des de l'aire.

Hi ha greus preocupacions sobre l'ecologia del llac, especialment en la vista de repetir el desastre mediambiental al mar d'Aral.
Des de 1970, la sortida d'aigua de 39 km³ per omplir l'embassament de Kapchagay va provocar una disminució de 2/3 en el subministrament al llac del riu Ili. La disminució simultània del nivell del llac va ser d'uns 15,6 cm/any, molt més gran que la davallada natural del 1908-1946 (9,2 cm/any). L'aprimament del Balkhaix és especialment evident en la seva part occidental. Des de 1972 fins a 2001, un petit llac salat anomenat Alakol, situat a 8 km al sud de Balkhaix, havia desaparegut pràcticament i la part sud del llac va perdre uns 150 km² de superfície d'aigua. Dels 16 sistemes de llacs existents al voltant del llac només en queden 5. El procés de desertització comportava aproximadament 1/3 de la conca. La pols de sal es desprèn de les zones seques, contribuint a la generació de tempestes de pols a Àsia, augmenta la salinitat del sòl i influeix negativament sobre el clima. L'augment de la formació de sediments al delta del riu redueix encara més el flux d'entrada d'aigua al llac.
| Ubicació               | 1997 | 2000 | 2001 |
| ---------------------- | ---- | ---- | ---- |
| Golf de Tarangalyk     | 2.38 | 3.70 | 3.96 |
| Golf de MA Sary-Shagan | 2.56 | 4.83 | 4.52 |

Un altre factor que afecta l'ecologia de la conca de l'Ili-Balkhaix són les emissions degudes a processos miners i metal·lúrgics, principalment a la planta minera i metal·lúrgica de Balkhaix operada per Kazakhmys.
Al començament dels anys 90 del segle xx, el nivell d'emissions era de 280-320 mil tones anuals, dipositant 76 tones de coure, 68 tones de zinc i 66 tones de plom a la superfície del llac. Des d'aleshores, l'emissió gairebé es va duplicar. Les tempestes de pols també porten contaminants dels abocadors.
El 2000, una gran conferència "Balkhash 2000" va reunir científics ambientals de diferents països, així com representants d'empreses i del govern. La conferència va adoptar una resolució i apel·lació al govern del Kazakhstan i a organitzacions internacionals, suggerint noves maneres de gestionar els ecosistemes de les conques de l'Alakol i Balkhaix. Al Fòrum Internacional sobre Medi Ambient del 2005 dedicat al llac Balkhaix, Kazakhmys va anunciar que el 2006 reestructuraria els seus processos, reduint les emissions del 80 al 90%.
La contaminació del Balkhaix s'origina no només a nivell local, sinó que també es produeix per l'entrada d'aigua contaminada de la Xina. La Xina també consumeix 14,5 km³ d'aigua anuals del riu Ili, amb un augment previst de 3,6 vegades. La taxa actual d'augment és de 0,5–4 km³/any. El 2007, el govern del Kazakhstan va proposar una reducció de preus per a les vendes de productes kazakhs a la Xina a canvi de la reducció del consum d'aigua del riu Ili, però la Xina va rebutjar l'oferta.